# Бернат-Салль, Филипп
Филипп Бернат-Салль (фр. Philippe Bernat-Salles, родился 17 февраля 1970 года в По) — французский регбист, выступавший на позиции винга. Отличался на поле отличной скоростью и выделяющейся внешностью (седыми волосами).

## Клубная карьера
Филипп — воспитанник школы клуба «Бизанос». В эпоху любительского регби он работал электриком. В возрасте 16 лет дебютировал за клуб «Идрон-Ли». В 1987 году, будучи помощником электрика, он стал игроком клуба «Пау» (также известный как «Сексьон Палуаз»). Будучи игроком клуба, он дебютировал в сборной Франции. В 1996 году, после фактического начала эпохи профессионализма в регби, он перешёл в «Бордо-Бегль», но через год стал игроком «Биаррица», где играл на протяжении семи сезонов.
В 2005 году было объявлено, что Бернат-Салль перейдёт в амбициозную команду «Тарб» из Про Д2, однако неожиданно он перешёл в команду «Капбретон» из Федераль 3, пятого по силе регбийного дивизиона Франции. Он занимал пост играющего тренера защитников клуба в сезоне 2006/2007 и при этом выступал в составе «Тарба» с Филиппом Карбонно, но сыграл всего один матч за клуб, завершив вскоре игровую карьеру.

## Карьера в сборной
Бернат-Салль дебютировал за сборную Франции 14 ноября 1992 года матчем против Аргентины. На Кубок пяти наций 1993 он не был заявлен, но летом и осенью 1993 года сыграл ещё шесть матчей. В 1994 году он сыграл всего одну встречу против Ирландии, в 1995 — два матча. В заявку на чемпионат мира в ЮАР не попал.
В 1996 году он сыграл одну встречу, в 1997 году — три летних матча во время турне по Румынии и Австралии, пропустив Кубок пяти наций. В 1998 году он всё-таки стал игроком основы и на «Стад де Франс» в феврале занёс первую в истории стадиона попытку, когда французы обыграли англичан 24:17. В 1999 году на Кубке мира Бернат-Салль в составе сборной Франции вышел в финал, причём в историческом полуфинале против Новой Зеландии за 7 минут до конца матча он после сильного паса ногой вперёд от Кристофа Лямезона выскочил на пустую половину поля новозеландцев, где не было никого, и, догоняя мяч у зачётной зоны вместе с Оливье Манем, оказался раньше всех на мяче и занёс попытку, принёсшую победу со счётом 43:31. В финале против австралийцев французы потерпели поражение, и Бернат-Салль стал серебряным призёром мирового первенства.
В 2000 году он сыграл четыре встречи за сборную: две на Кубке шести наций и две тестовые против Новой Зеландии. В 2001 году он сыграл пять матчей на Кубке шести наций и стал первым в истории турнира игроком, который занёс хотя бы по одной попытке в каждом матче одного розыгрыша Кубка. В его активе итого оказались 41 игра и 130 очков благодаря 26 попыткам.

## После регби
После завершения игровой карьеры Бернат-Салль работал консультантом телеканала Canal+ и комментировал несколько матчей, а также приобрёл дом отдыха в Лабенне
В 2008 году он собирался принять участие в Ралли «Дакар» вместе с Жиллем Лафёйядом на внедорожнике Bowler, однако под угрозой теракта ралли отменили. Через год Бернат-Салль выступил всё-таки на ралли в команде «100% Sud Ouest» и занял 73-е место.
В 2010 по 2018 год Бернат-Салль был президентом Национальной гандбольной лиги Франции.